# Micromacronus sordidus
Micromacronus sordidus е вид птица от семейство Timaliidae.

## Разпространение
Видът е разпространен във Филипините.